# Melithaea ochracea
Melithaea ochracea är en korallart som först beskrevs av Carl von Linné 1785.  Melithaea ochracea ingår i släktet Melithaea och familjen Melithaeidae. Inga underarter finns listade i Catalogue of Life.